# Nino D'Ippolito
Nino D'Ippolito (Taranto, 18 luglio 1919 – 24 ottobre 2013) è stato un politico, antifascista e giornalista italiano.

## Biografia
Nato a Taranto da Francesco. Nel 1940 si iscrive alla facoltà di Scienze Politiche dell'Università di Bari, e forma un nucleo organizzato antifascista a cui partecipano anche alcuni comunisti albanesi. Il 1º maggio 1941, con pennello e vernice, scrissero slogan murali nel perimetro dell'ateneo inneggianti a Stalin, a Lenin, alla patria socialista. Nel novembre del 1943 entra nella segreteria provinciale del PCI di Taranto, con l'incarico di responsabile della stampa e propaganda divenendo il corrispondente del periodico Unità proletaria per poi divenirne direttore nel 1946.
Qualche anno dopo, nel 1949, si occupa di stampa nella federazione di Bari, per poi nel 1951 dirigere la federazione di Brindisi. Ritornato a Taranto, diventa segretario della federazione dal 1954 e ricoprendo dal 1956 le cariche di consigliere comunale e provinciale.
D'Ippolito lascia la segreteria tarantina nel 1963, quando viene eletto deputato con 26.941 voti e viene riconfermato nelle elezioni del 1968 con 37.163 voti. In parlamento fece parte con Umberto Terracini della commissione che si occupava dell'inchiesta sul Sifar.